# El socio (serie de televisión)
El socio (en inglés The Profit) es un reality show transmitido por The History Channel. En cada episodio Marcus Lemonis ofrece su ayuda a pequeñas empresas que necesitan de capital a cambio de una participación en la empresa. En Estados Unidos la serie se estrenó el 30 de julio de 2013, la segunda temporada el 25 de febrero de 2014 y el 12 de mayo de 2015 la tercera temporada a través de la cadena CNBC. En Latinoamérica, The History Channel la estrenó el 5 de mayo de 2015.

## Episodios

### Primera temporada
Fuente:
| Episodio | Título                                       | Ubicación               | Fecha                   | Oferta original                                                                                                   | Resultado | Aparición en posteriores episodios                                         |
| -------- | -------------------------------------------- | ----------------------- | ----------------------- | --- | --------- | -------------------------------------------------------------------------- |
| 1        | Hermanos rivales (1 800 Car Cash)            | New York City, NY       | 30 de julio de 2013     | $200 000 + propiedad de licencia, 100 % del negocio, aunque pudieron mantener la propiedad del local que poseían. | Con trato | Temporada 2, episodio 2 Temporada 2, episodio 18 Temporada 3, episodio 9   |
| 2        | Las flores de Maarse (Jacob Maarse Florists) | Pasadena, CA            | 6 de agosto de 2013     | $100 000 por el 25 % de las ganancias                                                                             | Sin trato | Temporada 1, Episodio 6 Temporada 2, episodio 18 Temporada 4, episodio 19  |
| 3        | El kiosco(Planet Popcorn)                    | Southern California, CA | 13 de agosto de 2013    | $200 000 por el 50 % del negocio, control financiero completo                                                     | Sin trato | Temporada 2, episodio 16 Temporada 4, episodio 19                          |
| 4        | Ecológico (Eco-Me)                           | Pomona, CA              | 20 de agosto de 2013    | $500 000 por el 20 % del negocio                                                                                  | Con trato |                                                                            |
| 5        | Tienda de animales (LA Dogworks)             | Orange County, CA       | 27 de agosto de 2013    | $1 000 000 por el 50 % del negocio, total control operacional                                                     | Sin trato | Temporada 4, episodio 19                                                   |
| 6        | Señor Té Verde (Mr. Green Tea)               | Brooklyn, NY            | 3 de septiembre de 2013 | $600 000 por el 35 % del negocio                                                                                  | Con trato | Temporada 2, episodio 18 Temporada 3, episodio 21 Temporada 4, episodio 17 |

### Segunda temporada
Fuente:
| Episodio | Título                                                                            | Ubicación          | Fecha                   | Oferta original                                                                                             | Resultados    | Aparición en posteriores episodios                                                                                          |
| -------- | --------------------------------------------------------------------------------- | ------------------ | ----------------------- | --- | ------------- | --- |
| 1        | Entre motores (AutoMatch USA, antes Athans Motors)                                | Morton Grove, IL   | 25 de febrero de 2014   | $3 500 000 por el 50 % del negocio                                                                          | Con trato     | Temporada 2, episodio 18 |
| 2        | El distribuidor de carne (A. Stein Meat Products)                                 | Brooklyn, NY       | 4 de marzo de 2014      | $1 000 000 por el 50 % del negocio                                                                          | Trato parcial | Temporada 2, episodio 18 Temporada 5, episodio 1                                                                            |
| 3        | El negocio saludable (Tina & Michael Sena's Profit, antes Michael Sena's Pro-Fit) | Dyer, IN           | 11 de marzo de 2014     | $50 000 por el 50 % por el negocio de las barras de proteína, $250 000 por el 75 % del negocio del gimnasio | Trato parcial | Temporada 2, episodio 18 |
| 4        | El remolque (Worldwide Trailers)                                                  | Tampa, FL          | 18 de marzo de 2014     | $700 000 por el 50 % del negocio                                                                            | Sin trato     | Temporada 2, episodio 18 |
| 5        | El artificio (Skullduggery)                                                       | Anaheim, CA        | 25 de marzo de 2014     | $1 100 000 por el 30 % del negocio, control financiero total                                                | Sin trato     | -- |
| 6        | Los dulces de Pete (Sweet Pete's)                                                 | Jacksonville, FL   | 1 de abril de 2014      | $750 000 por el 50 % del negocio                                                                            | Con trato     | Temporada 2, episodio 18, Temporada 3, episodio 9 Temporada 3, episodio 17 Temporada 3, episodio 19 Temporada 5, episodio 1 |
| 7        | La tienda de vinos (Amazing Grapes)                                               | Orange Country, CA | 8 de abril de 2014      | $300 000 por el 51 % del negocio, 25 % para los gerentes                                                    | Con trato     | Temporada 3, episodio 22 |
| 8        | Key West (Key West Key Lime Pie Co.)                                              | Key West, FL       | 15 de abril de 2014     | $450 000 por el 51 % del negocio                                                                            | Con trato     | Temporada 3, episodio 2 |
| 9        | Coraje B (Courage.b)                                                              | Greenwich, CT      | 14 de octubre de 2014   | $800 000 por el 30 % del negocio                                                                            | Con trato     | Temporada 3, episodio 9 Temporada 5, episodio 1                                                                             |
| 10       | Artistic Stitch (Queens Vibe)                                                     | Queens, NY         | 21 de octubre de 2014   | $660 000 por el 50 % del negocio                                                                            | Con trato     | Temporada 3, episodio 2 |
| 11       | Swanson´s Fish Market                                                             | Fairfield, CT      | 28 de octubre de 2014   | $1 000 000 por la compra del edificio                                                                       | Sin trato     | -- |
| 12       | Unique Salon & Spa                                                                | Long Island, NY    | 4 de noviembre de 2014  | $250 000 por el 20 % de los salones, 51 % de los productos                                                  | Con trato     | Temporada 3, episodio 2 |
| 13       | West End Coffee Company                                                           | Greenville, SC     | 11 de noviembre de 2014 | $200 000 por el 51 % del negocio                                                                            | Sin trato     | -- |
| 14       | Coopersburg Sports                                                                | Coopersburg, PA    | 18 de noviembre de 2014 | $630 000 por el 30 % del negocio + 3 % de regalías                                                          | Con trato     | Temporada 3, episodio 2 Temporada 5, episodio 1                                                                             |
| 15       | La barbacoa (Shuler's BBQ)                                                        | Latta, SC          | 25 de noviembre de 2014 | $500 000 por 40 % de la distribución de las galletas, 40 % del negocio de restaurante                       | Con trato     | Temporada 3, episodio 22 |
| 16       | ASL Sign Sales & Service                                                          | Surfside Beach, SC | 2 de diciembre de 2014  | No hubo oferta                                                                                              | Sin trato     | -- |
| 17       | My Big Fat Greek Gyro                                                             | McMurray, PA       | 9 de diciembre de 2014  | $350 000 por 55 % del negocio                                                                               | Con trato     | Temporada 5, episodio 1 |
| 18       | Una actualización                                                                 | --                 | 16 de diciembre de 2014 | -- | --            | -- |

### Tercera temporada
Fuente:
| Episodio | Título                                            | Ubicación                  | Fecha                   | Oferta original                                                               | Resultados      | Aparición en posteriores episodios |
| -------- | ------------------------------------------------- | -------------------------- | ----------------------- | ----------------------------------------------------------------------------- | --------------- | ---------------------------------- |
| 1        | Entre tambores (SJC Drums)                        | Southbridge, MA            | 12 de mayo de 2015      | $400 000 por el 33 % del negocio                                              | Con trato       | Temporada 3, episodio 22           |
| 2        | Después de la oferta                              | --                         | 19 de mayo de 2015      | --                                                                            | --              | --                                 |
| 3        | En miniatura (Tonnie's Minis)                     | New York City, NY          | 26 de mayo de 2015      | $125 000 por el 25 % de la compañía                                           | Con trato       | --                                 |
| 4        | Hamburguesa estándar (Standard Burger)            | Staten Island, NY          | 2 de junio de 2015      | $130 000 por el 30 % de la compañía                                           | Con trato       | --                                 |
| 5        | Comida rápida y saludable (Fuelfood)              | West Palm Beach, FL        | 16 de junio de 2015     | $300 000 por el 51 % de la compañía                                           | Sin trato       | --                                 |
| 6        | El mobiliario (Grafton Furniture)                 | Miami, FL                  | 23 de junio de 2015     | $1 500 000 por el 45 % de la compañía, control financiero total               | Con trato       | Temporada 3, episodio 22           |
| 7        | El diseño (Precise Graphix)                       | Emmaus, PA                 | 30 de junio de 2015     | $270 000 por el 33,3 % de la compañía, 100 % del control sobre las decisiones | Con trato       | Temporada 5, episodio 1            |
| 8        | La sociedad Lano (The Lano Company)               | Kansas City, MO            | 7 de julio de 2015      | $500 000 por el 30 % del negocio                                              | Con trato       | --                                 |
| 9        | Reporte de progreso #3                            | --                         | 14 de julio de 2015     | --                                                                            | --              | --                                 |
| 10       | El negocio de mascotas (Bentley's Barkery)        | Chicago, IL                | 28 de octubre de 2015   | $400 000 por el 40 % $1 300 000 para adquisiciones                            | Con trato       | Temporada 5, episodio 1            |
| 11       | Blues Jean Bar                                    | San Francisco, CA          | 10 de noviembre de 2015 | $900 000 por el 50 % del negocio                                              | Con trato       | Temporada 5, episodio 1            |
| 12       | El negocio de glorietas (Kensington Garden Rooms) | Hilmar, CA                 | 17 de noviembre de 2015 | $150 000 por el 12 % del negocio, 10% para el personal                        | Con trato       | --                                 |
| 13       | El restaurante de langostas (Da Lobsta)           | Chicago, IL                | 24 de noviembre de 2015 | $210 000 por el 51 % del negocio                                              | Sin trato       | --                                 |
| 13       | Betty's Pie Whole                                 | Encinitas, CA              | 24 de noviembre de 2015 | $75 000 por el 25 % del negocio                                               | Con trato       | --                                 |
| 14       | Reporte de progreso (Standar Burger)              | Staten Island, NY          | 1 de diciembre de 2015  | --                                                                            | --              | --                                 |
| 15       | Wicked                                            | Burbank, CA                | 8 de diciembre de 2015  | $200 000 por el 33 % del negocio                                              | Con trato       | --                                 |
| 16       | Kota Longboards                                   | Denver, CO                 | 15 de diciembre de 2015 | $300 000 por el 40 % del negocio                                              | Sin trato       | --                                 |
| 17       | Vision Guest Lighting                             | Ronkonkoma, NY             | 5 de enero de 2016      | $375 000 por el 50 % del negocio                                              | Con trato       | Temporada 5, episodio 1            |
| 18       | Inkkas Worldwear                                  | Brooklyn, NY               | 19 de enero de 2016     | $750 000 por el 51 % del negocio                                              | Con trato       | --                                 |
| 19       | 240 Sweet                                         | Columbus, IN               | 26 de enero de 2016     | $100 000 por el 46 % del negocio                                              | Sin trato       | --                                 |
| 20       | Farmgirl flowers                                  | San Francisco, CA          | 2 de febrero de 2016    | $1 000 000 por el 20 % del negocio y una línea de crédito por $500 000        | Sin trato       | --                                 |
| 20       | Avance de progreso (Simple Greek)                 | Pittsburgh, PA Chicago, IL | 2 de febrero de 2016    | --                                                                            | --              | --                                 |
| 21       | Mr. Green Tea                                     | Keyport, NJ                | 9 de febrero de 2016    | (por registrar)                                                               | (por registrar) | --                                 |
| 22       | Reporte de progreso #4                            | --                         | 16 de febrero de 2016   | --                                                                            | --              | --                                 |

### Cuarta temporada
Fuente:
| Episodio | Título                                                            | Ubicación       | Fecha                    | Oferta original | Resultados | Aparición en posteriores episodios |
| -------- | ----------------------------------------------------------------- | --------------- | ------------------------ | --- | ---------- | ---------------------------------- |
| 1        | La heladería de Farrell (Farrell's Ice Cream Parlour Restaurants) | Southern, CA    | 23 de agosto de 2016     | $750 000 por 51 % del negocio | Con trato  | (en edición)                       |
| 2        | DiLascia (DiLascia)                                               | Los Ángeles, CA | 30 de agosto de 2016     | $200 000 por 50 % del negocio | Con trato  | Temporada 5, episodio 1            |
| 3        | Tienda de sopas (The Soup Market)                                 | Milwaukee, WI   | 6 de septiembre de 2016  | $315 000 por 50 % del negocio | Sin trato  | (en edición)                       |
| 4        | Relojes Flex (Flex Watches)                                       | Los Ángeles, CA | 13 de septiembre de 2016 | $400 000 por 40 % del negocio | Con trato  | (en edición)                       |
| 5        | Servicio de comida (Honest Foods)                                 | Chicago, IL     | 20 de septiembre de 2016 | $300 000 por 33 % del negocio | Con trato  | (en edición)                       |
| 6        | Productos de limpieza (MURCHISON-HUME)                            | Los Ángeles, CA | 27 de septiembre de 2016 | $250 000 por 30 % del negocio, 70 % de la marca "BEST iN SHOW"                                                                                      | Sin trato  | (en edición)                       |
| 7        | Muebles comerciales (Pacific Hospitality)                         | Los Ángeles, CA | 4 de octubre de 2016     | $300 000 por 45 % del negocio, en sociedad con Grafton Furniture                                                                                    | Con trato  | (en edición)                       |
| 8        | Hora del té (Tea2Go)                                              | Texas           | 11 de octubre de 2016    | $350 000 por 70 % del negocio | Con trato  | (en edición)                       |
| 9        | Suministros de cocina Bowery (Bowery Kitchen Supplies)            | Nueva York, NY  | 18 de octubre de 2016    | $350 000 para el 40 % del negocio. Contraoferta de $ 350 000 para 33 %                                                                              | Con trato  | (en edición)                       |
| 10       | Los Gemelos                                                       | Port Chester    | 15 de noviembre de 2016  | $150 000 para 1/3 de una nueva entidad comercial, el propietario obtiene 1/3 del nuevo negocio, 1/3 a George López (por su aprobación y referencia) | Con trato  | (en edición)                       |
| 11       | Susana Mónaco                                                     | Passaic, NJ     | 22 de noviembre de 2016  | $600 000 para el 50 % del negocio | Con trato  | (en edición)                       |
| Especial | El socio en Cuba                                                  | CUBA            | --                       | -- | --         | --                                 |
| 12       | Trajes de baño                                                    |                 | 29 de noviembre de 2016  | | Con trato  |                                    |
| 13       |                                                                   |                 | 6 de junio de 2017       | |            |                                    |
| 14       | Productos capilares                                               |                 | 13 de junio de 2017      | | Con trato  | (en edición)                       |
| 15       | Armonía Acústica                                                  |                 | 20 de junio de 2017      | | Con trato  |                                    |
| 16       | Cafe de comerciante                                               |                 | 27 de junio de 2017      | | Con trato  |                                    |
| 17       | Paletas de helado                                                 |                 | 11 de julio de 2017      | $100 000 por 50 % del negocio. Contra oferta de $ $100 000 por 40 %                                                                                 | Sin trato  | --                                 |
| 18       | Zoe´s Chocolate Co                                                |                 | 18 de julio de 2017      | | Con trato  |                                    |
| 19       | 10 reglas para el éxito                                           | --              | 25 de julio de 2017      | -- | --         | --                                 |
| 20       | Especial Marihuana Millonaria                                     | California      | 1 de agosto de 2017      | -- | --         | --                                 |

### Quinta temporada
| Episodio | Título                                                                           | Ubicación       | Fecha                   | Oferta original                                                          | Resultados | Aparición en posteriores episodios |
| -------- | -------------------------------------------------------------------------------- | --------------- | ----------------------- | ------------------------------------------------------------------------ | ---------- | ---------------------------------- |
| 1        | Grandes victorias y grandes pérdidas. Biggest Wins and Most Heartbreaking Losses | --              | 21 de noviembre de 2017 | --                                                                       | --         | --                                 |
| 2        | Casas Miniatura (Tumbleweed Tiny Homes)                                          | Colorado Spring | 28 de noviembre de 2017 | $3 000 000 como préstamo del negocio ,devolución del 75% del capital     | Con trato  | --                                 |
| 3        | Fabrica de Jeans (Detroit Denim)                                                 | Detroit         | 5 de diciembre de 2017  | $300 000 por 51% del negocio, actualización $325 000 por 56% del negocio | Con trato  | --                                 |
| 4        | Monica Potter Home                                                               |                 | 12 de diciembre de 2017 |                                                                          |            |                                    |
| 5        | Mr. Cory's Cookies                                                               |                 | 19 de diciembre de 2017 |                                                                          |            |                                    |
| 6        | Rayjus                                                                           |                 | 9 de enero de 2018      |                                                                          |            |                                    |
| 7        | JD Custom Designs                                                                |                 | 16 de enero de 2018     |                                                                          |            |                                    |
| 8        | Faded Royalty                                                                    |                 | 23 de enero de 2018     |                                                                          |            |                                    |
| 9        | Southern Culture                                                                 |                 | 6 de febrero de 2018    |                                                                          |            |                                    |
| 10       | Fighting for Farrell's                                                           |                 | 27 de febrero de 2018   |                                                                          |            |                                    |
| 11       | Tankfarm & Co.                                                                   |                 | 12 de junio de 2018     |                                                                          |            |                                    |
| 12       | The Casery                                                                       |                 | 19 de junio de 2018     |                                                                          |            |                                    |
| 13       | Ellison Eyewear                                                                  |                 | 26 de junio de 2018     |                                                                          |            |                                    |
| 14       | Prendas para madres y niños (Diaper Dude)                                        |                 | 3 de julio de 2018      |                                                                          |            |                                    |
| 15       | Pizza bajo control (Simply Slices)                                               |                 | 10 de julio de 2018     |                                                                          |            |                                    |
| 16       | Negocio luminoso (Hangout Lighting)                                              |                 | 17 de julio de 2018     |                                                                          |            |                                    |
| 17       | Montiel: ropa deportiva (Montiel)                                                |                 | 24 de julio de 2018     |                                                                          |            |                                    |
| 18       | Baby Bump                                                                        |                 | 31 de julio de 2018     |                                                                          |            |                                    |

### Sexta temporada
| Episodio | Título                    | Ubicación | Fecha                   | Oferta original | Resultados | Aparición en posteriores episodios |
| -------- | ------------------------- | --------- | ----------------------- | --------------- | ---------- | ---------------------------------- |
| 1        | NYC Bagel Deli            |           | 4 de diciembre de 2018  |                 |            |                                    |
| 2        | Queork                    |           | 11 de diciembre de 2018 |                 |            |                                    |
| 3        | Santa's Toys              |           | 18 de diciembre de 2018 |                 |            |                                    |
| 4        | Ben's Garden              |           | 15 de enero de 2019     |                 |            |                                    |
| 5        | After The Casery          |           | 22 de enero de 2019     |                 |            |                                    |
| 6        | Jackie's Cookie Conection |           | 5 de febrero de 2019    |                 |            |                                    |
| 7        | Lyle's BBQ                |           | 12 de febrero de 2019   |                 |            |                                    |
| 8        | Snowdays                  |           | 26 de febrero de 2019   |                 |            |                                    |
| 9        |                           |           |                         |                 |            |                                    |
| 10       | Smithfly Designs          |           | 12 de marzo de 2019     |                 |            |                                    |